# 森永乳業
森永乳業株式會社（日语：森永乳業株式会社）是一家設立在日本東京都港區的乳製品製造商。與森永製菓為兄弟公司，共同組成了森永集團。口號為“為了閃耀的‘笑容’”。

## 概況
自1955年（昭和30年）6月起，森永乳業因發生了著名的“森永牛奶砷中毒事件”，最終將乳業行業領頭羊的位置讓給了雪印乳業。對於這一事件，森永乳業直到1970年（昭和45年）才開始承認其因果關係。在1974年（昭和49年），經過與受害者及厚生省（現厚生勞動省）的協商，成立了“光明協會”，自此森永乳業通過該協會持續對受害者進行長期援助。同年，雪印乳業也發生了“雪印八雲工廠脫脂奶粉食物中毒事件”。隨後，長期占據行業第一的雪印乳業因2000年（平成12年）發生的“雪印集體食物中毒事件”以及2001年（平成13年）其子公司雪印食品發生的“雪印食品牛肉摻假事件”而名譽受損，行業領先位置被明治乳業所取代。截至2008年（平成20年），森永乳業以5782億日元的銷售額位居行業第二。

### 競爭對手
森永乳業的主要競爭對手包括明治乳業、雪印乳業和雪印惠乳業（Megmilk）。其中，明治乳業是從原明治製糖公司分離並獨立出來的企業。由於在歷史和產品組合上與森永的糖果和乳製品部門相似，因此經常在業績方面被拿來比較。
此外，明治乳業在2009年（平成21年）4月與明治製菓進行了管理整合，成立了明治控股。而在2011年（平成23年）4月，明治製糖的糖果和食品業務被繼承，明治乳業更名為明治 (企業)。同時，雪印乳業和日本牛奶社區也在同年10月進行了管理整合，成立了雪印惠乳業（雪印Megmilk在2011年4月通過併購雪印乳業和日本牛奶社區，成為一家業務公司）。

### 森永制菓與森永乳業的併購報道
2008年（平成20年）12月，一些報道稱“森永制菓和森永乳業正在進行併購談判”，但據森永制菓方面表示，這不是森永方面發布的消息，也與事實無關。截至2010年，也沒有這樣的動向。不過，2017年2月24日，據《日本經濟新聞》報道，作為兄弟公司的森永制菓計劃在2018年4月左右以控股公司形式與森永乳業進行管理整合，但一個月後這一消息不了了之。此後，於2019年7月16日，共同通訊社報道稱“森永乳業正在考慮引入諮詢委員會，以考慮與森永制菓的管理整合”。當天，森永制菓立即發布聲明稱，“並未考慮管理整合或引入諮詢委員會”。

### 關於標誌
在森永牛奶的標誌中，使用了舊字體的“永”（上面的“丶”變成了“一”，由Landor Associates設計）。在銷售產品上的“森永乳業（株）客戶諮詢室”等文字中，也使用了相同的舊字體。但在註冊上，使用的是非舊字體的“永”。

## 特色
森永乳業主要生產和銷售乳制飲料、酸奶、冰淇淋、甜點以及營養食品等產品。其中，冷藏飲料“Mount Rainier”系列，自1993年（平成5年）推出以來，被認為是冷藏杯裝咖啡的鼻祖，並在冷藏咖啡市場占據第一的市場份額。其主力產品“蘆薈酸奶”截至2008年（平成20年）已累計銷售44億份，並在2008年的Monde Selection中獲得金獎。
甜點業務也表現良好，其中在冰淇淋部門與Unilever Japan合作推出了多樣化的“Eskimo（エスキモー）”品牌產品，在行業中處於領先地位。但為了提升森永品牌的價值，該公司在2010年決定廢止“Eskimo”品牌，並逐步將當年下半年度及之後生產和銷售的產品更換為森永品牌（M標誌・Morinaga）。兄弟公司森永制菓也獨立於森永乳業，推出了自己的冰淇淋產品。

## 發展歷程
- 1917年（大正6年）9月1日 - 在東京府東京市芝區（現在的東京都港區）成立日本煉乳株式會社。
- 1919年（大正8年）- 與富士煉乳株式會社、駿東煉乳株式會社合並。
- 1920年（大正9年）7月20日 - 與森永制菓株式會社合並，成為畜產部。
- 1927年（昭和2年）
  - 4月 - 發售“森永可樂”。
  - 9月 - 森永制菓株式會社煉乳部分離，成立森永煉乳株式會社。
- 1929年（昭和4年）12月 - 發售“森永牛奶”。
- 1933年（昭和8年）9月 - 發售“森永奶酪”。
- 1937年（昭和12年）7月 - 發售“森永酸奶”。
- 1941年（昭和16年）5月 - 森永煉乳株式會社更名為森永乳業株式會社（第一代）。
- 1942年（昭和17年）10月 - 與森永制菓株式會社合並。
- 1943年（昭和18年）11月 - 森永制菓株式會社更名為森永食糧工業株式會社。
- 1947年（昭和22年）6月 - 發售“森永冰淇淋”。
- 1949年（昭和24年）
  - 4月13日 - 森永食糧工業株式會社乳業部分離，成立森永乳業株式會社（第二代，現法人）。
  - 森永食糧工業株式會社乳業部門分離，轉讓給森永乳業株式會社。
- 1954年（昭和29年）9月 - 在東京證券交易所上市。
- 1955年（昭和30年）8月 - 因引發“森永牛奶砷中毒事件”，公司形象嚴重受損。由此失去乳業行業領頭羊地位，長期位列雪印乳業、明治乳業之後，成為行業第三。
- 1961年（昭和36年）
  - 4月 - 發售“Creap（日语：クリープ (森永乳業)）”。
  - 11月 - 創始人松崎半三郎逝世。
- 1967年（昭和42年）10月 - 從森永商事株式會社接管乳製品銷售部門。
- 1971年（昭和46年）- 與美國香吉士公司簽訂商標協議。
- 1974年（昭和49年）4月 - 成立光明協會。
- 1975年（昭和50年）- 更換品牌標誌為Landor Associates（英语：Landor Associates）設計的“M”標誌。此前一直使用森永制菓相同的天使標誌。
- 1978年（昭和53年）- 發售“森永Bifidus酸奶”。
- 1979年（昭和54年）3月 - 與荷蘭Unilever公司技術合作，推出冰淇淋品牌“Eskimo（エスキモー）”。
- 1981年（昭和56年）4月 - 開始銷售裝盒飲料“Piknik（日语：ピクニック (飲料)）”。
- 1985年（昭和60年）- 在美國成立Morinaga Nutritional Foods, Inc.。
- 1993年（平成5年）- 低磷牛奶L.P.K獲得特定保健用食品第一號批准。
- 1994年（平成6年）- 在中國黑龍江省哈爾濱市成立合資公司哈爾濱森永乳品有限公司。
- 1996年（平成8年）- 蘆薈酸奶在SIAL（巴黎國際食品展覽會）獲得金獎。
- 1997年（平成9年）- 前社長門前貢獲得勛三等瑞寶章。
- 2000年（平成12年）- 雪印乳業引發的“雪印集團食物中毒事件”導致其企業形象嚴重受損。隨著雪印乳業的下滑，森永乳業上升至行業第二。
- 2002年（平成14年）- 獲得“消費者導向優秀企業”經濟產業大臣表彰。
- 2006年（平成18年）- 大野晃會長獲得旭日中綬章。
- 2008年（平成20年）- 蘆薈酸奶獲得2008年Monde Selection金獎（同樣在2009年連續獲得金獎）。
- 2010年（平成22年）10月 - 廢止Eskimo品牌。現有產品逐步更換為森永乳業品牌。
- 2017年（平成29年）2月 - 日本經濟新聞報道稱，與兄弟公司森永制菓計劃於2018年4月以控股公司形式進行經營整合。不過，3月份決定停止整合。
- 2022年（令和4年）3月 - 14日至18日，向首都圈四都縣132所幼兒園和托兒所的3-5歲兒童共3萬人免費提供“森永牛奶（200ml）”[5]。

## 歴代社長
太野晃之前的資料來源為『日本官僚制総合事典 : 1868-2000』。
- 日本煉乳
  - 松崎半三郎：1917年9月 - 1920年7月
  - 森永太一郎：1920年7月 - 1927年9月

- 森永煉乳
  - 森永太一郎：1927年9月 - 1935年4月
  - 松崎半三郎：1935年4月 - 1941年5月

- 舊森永乳業
  - 松崎半三郎：1941年5月 - 1946年5月
  - 森永太平：1946年5月 - 1949年4月

- 森永乳業
  - 松崎半三郎：1949年4月 - 1952年4月
  - 森永太平：1952年5月 - 1956年5月
  - 大串松次：1956年5月 - 1960年5月
  - 大野勇：1960年5月 - 1974年6月
  - 稲生平八：1974年6月 - 1979年6月
  - 門前貢：1979年6月 - 1985年6月
  - 大野晃：1985年6月 - 2003年
  - 古川紘一：2003年 - 2012年6月
  - 宮原道夫：2012年6月 - 2021年6月
  - 大貫陽一：2021年6月 - （現職）

## 事務場所

### 工廠
- 佐呂間工廠（北海道佐呂間町）
- 別海工廠（北海道別海町）
- 札幌工廠（北海道惠庭市）
- 盛岡工廠（岩手県盛岡市）
- 福島工廠（福島市）
- 利根工廠（茨城県常總市）

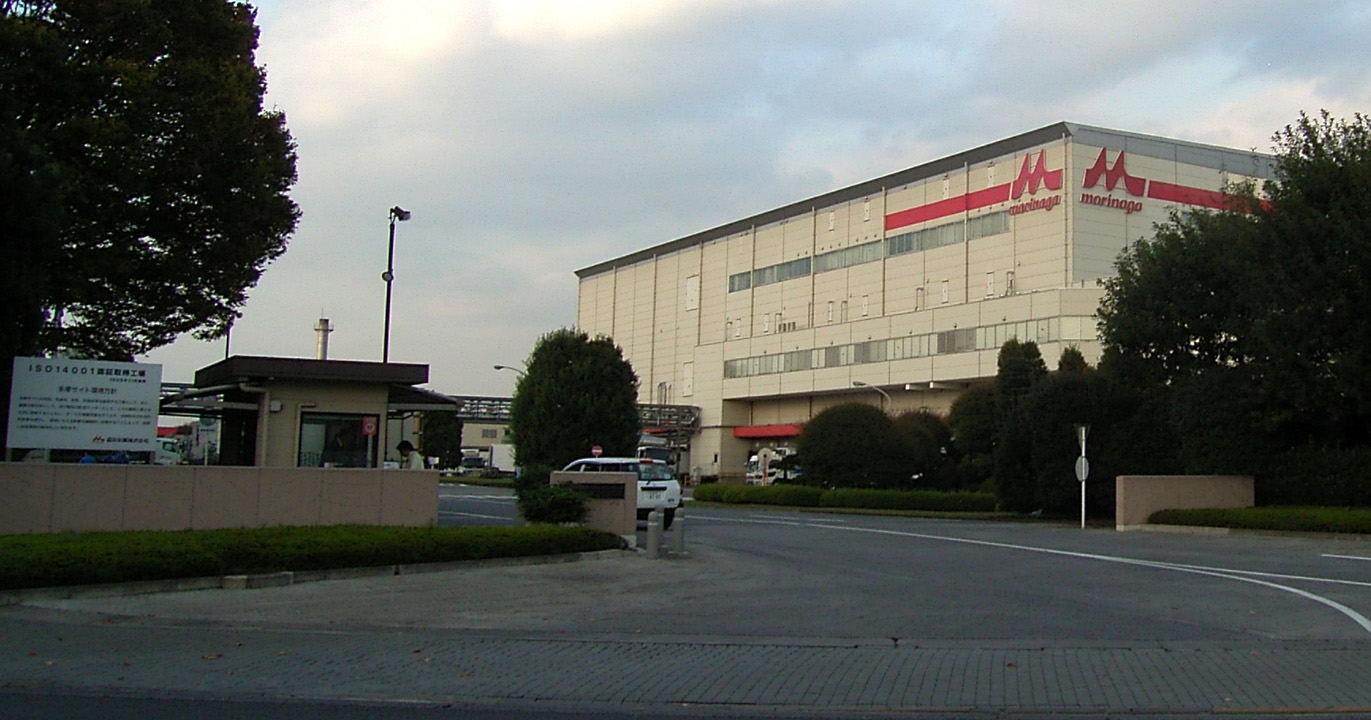
森永乳業・東京多摩工廠

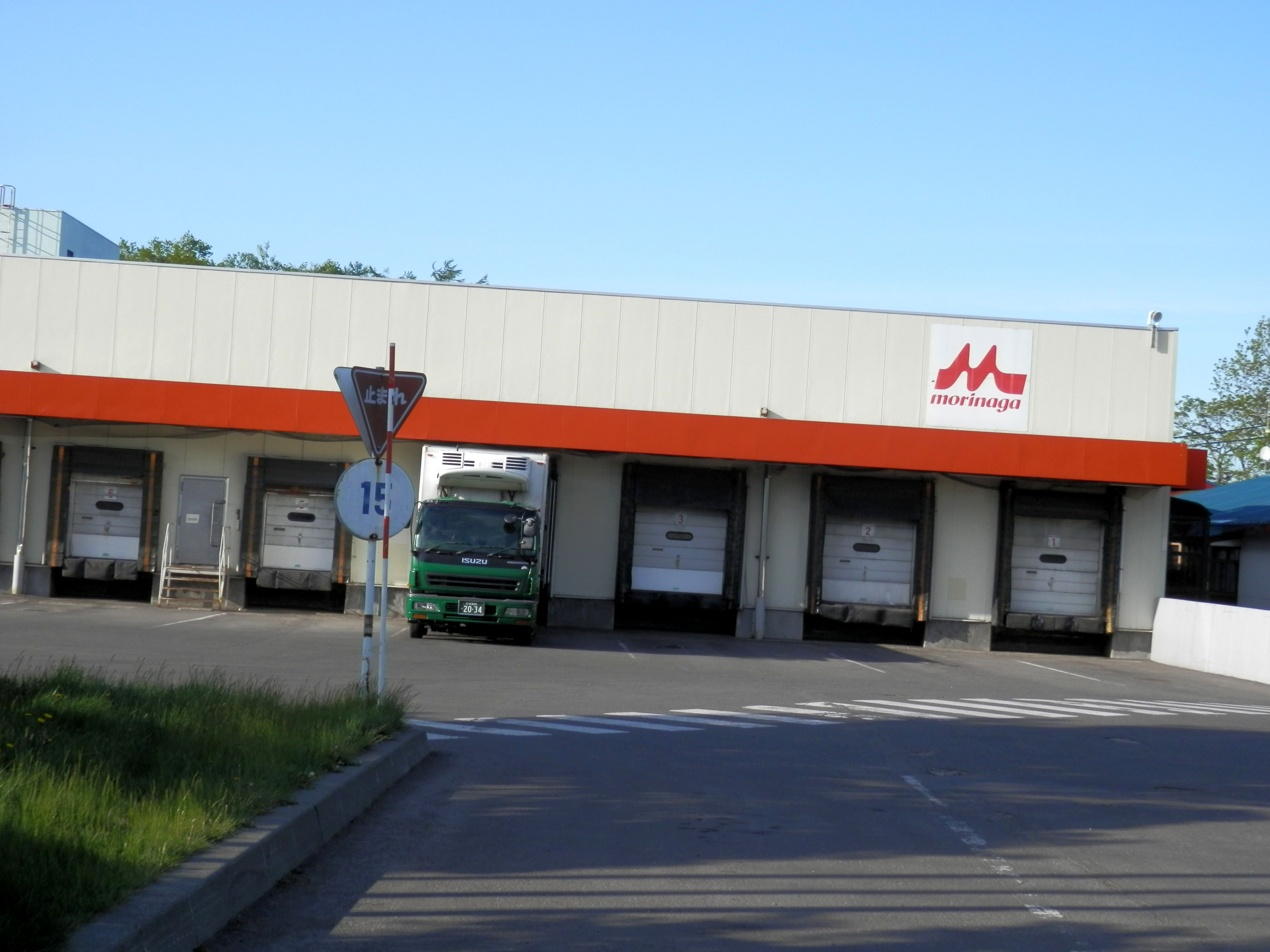
北海道惠庭市札幌工廠

- 東京工廠（東京都葛飾区） - 2021年3月關閉[7]
- 東京多摩工廠（多摩網站、東京都東大和市）★
- 大和工廠（東京都東大和市）
- 村山工廠（東京都東大和市）
- 松本工廠（長野県松本市）
- 富士工廠（静岡県富士宮市）
- 中京工廠（愛知県江南市）★
- 近畿工廠（兵庫県西宮市） - 2019年12月關閉[7]
- 神戸工廠（兵庫県神戸市）★

★的標記表示這些工廠開放進行參觀（需要事先申請）。

### 研究・開發設施
- 研究・情報中心（神奈川県座間市）
  - 食品綜合研究所－主要研究牛奶、起司、優格、冰淇淋等乳製品
  - 營養科學研究所－乾燥奶粉、醫療用高營養流動食等的研究與開發
  - 食品基礎研究所－益生菌和乳源多功能蛋白質乳鐵蛋白等物質的研究，多種功能成分的探索研究等

## 關聯公司

### 日本國內
- 森永製菓股份有限公司 - 兄弟公司，持有森永乳業約10%的股份。
- 株式會社クリニコ （页面存档备份，存于）（東京都目黒區） - 森永乳業100%出資的液態食品銷售公司。在食品型醫療食品領域中佔有領先市場份額。
- 森永工程股份有限公司 （页面存档备份，存于）（東京都港區）
- 森永乳業商業服務股份有限公司 （页面存档备份，存于）（東京都港區芝）
- 森永乳業銷售股份有限公司 （页面存档备份，存于）（東京都港區芝浦）
- 森永乳業北海道股份有限公司 （页面存档备份，存于）（札幌市中央區）
- 森永乳業九州股份有限公司 （页面存档备份，存于）（福岡市博多區）
- 森永酪農銷售股份有限公司 （页面存档备份，存于）（東京都港區芝浦）
- 株式會社フリジポート （页面存档备份，存于）（東京都千代田區神田小川町）
- 株式會社サンフコ （页面存档备份，存于）（東京都千代田區）
- 株式會社東京デーリー （页面存档备份，存于）（東京都江東區）
- 森乳サンワールド股份有限公司 （页面存档备份，存于）（東京都品川區西五反田）
- 株式會社ナポリアイスクリーム （页面存档备份，存于）（東京都新宿區）
- 北海道保證牛乳（日语：北海道保証牛乳）股份有限公司（北海道小樽市）
- 十勝浦幌森永乳業（日语：十勝浦幌森永乳業）股份有限公司（北海道十勝郡浦幌町）
- 東北森永乳業（日语：東北森永乳業）股份有限公司（仙台市宮城野區）
- 日本製乳（日语：日本製乳）股份有限公司（山形縣東置賜郡高畠町）
- 橫濱森永乳業股份有限公司（日语：橫濱森永乳業股份有限公司）（神奈川縣綾瀬市）
- エムケーチーズ股份有限公司（日语：エムケーチーズ株式会社）（神奈川縣綾瀬市）
- JA神奈川經濟聯（神奈川縣）
- 富士森永乳業股份有限公司 （页面存档备份，存于）（靜岡縣駿東郡長泉町）
- 森永北陸乳業（日语：森永北陸乳業）股份有限公司（福井縣福井市）
- 廣島森永乳業股份有限公司 （页面存档备份，存于）（廣島市安佐北區）
- 熊本森永乳業（日语：熊本森永乳業）股份有限公司（熊本市東區鹿歸瀬町）
- 球磨酪農業協同組合（熊本縣球磨郡相良村）
- 沖繩森永乳業（日语：沖縄森永乳業）股份有限公司（沖繩縣中頭郡西原町）

以下為已被併購或結束營運的公司
- 井村屋乳業（2005年3月由井村屋製菓（日语：井村屋製菓）進行併購）
- 新潟乳工業（2006年10月清算）
- 日酪（2008年9月清算）
- 森永宮崎乳業（日语：森永宮崎乳業）（2009年3月清算）
- ミック（2011年4月由森永酪農銷售併購）
- 九州森永乳業（日语：九州森永乳業）（2011年10月清算）
- 清水乳業股份有限公司（2014年3月結束營業）

### 國外
- モリナガ・ニュートリショナル・フーズ （美國森永乳業的當地法人）
- ミライ（德國）
- ハルピン森永（中國）

### 商務合作
- クラフトフーズ（日语：クラフトフーズ）（日本法人公司）
- 立頓
- Emmi
- 香吉士
- Fauchon

## 主力產品

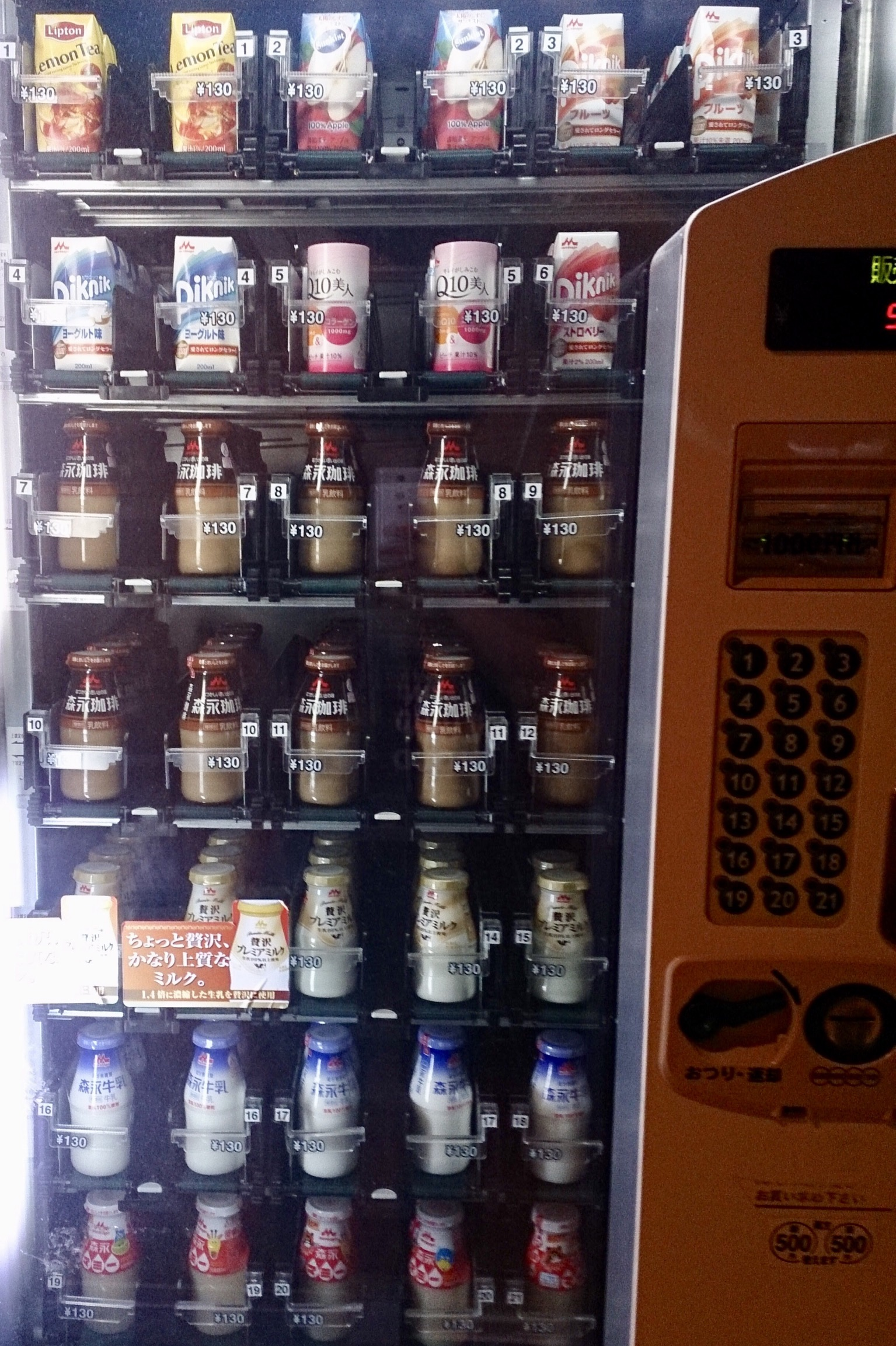
森永在自動販賣機中銷售的產品

### 飲料
- 森永的好喝牛乳（日语：森永のおいしい牛乳）
- 森永可可 - 與森永製菓發售的同名產品合作。
- 森永媽咪[8]
- PREMiL Blue - 功能性飲料，大幅增加了乳源的蛋白質和鈣成分。
- 森永太陽果。
- 森永均質牛奶（已停產） - 1952年推出的日本首款均質化（均質處理）牛奶。採用太陽形象的吉祥物「均質醬」，並通過電視、廣播、報紙等進行大規模宣傳。產品停產後，均質醬的標誌仍然延續於牛奶布丁等產品上[9]。

#### 冷藏飲料
- 立頓茶系列[注 1]

### 乳製品（優格）
- 蘆薈優格 - 2008年、2009年、國際品質評鑑大賞連續獲得「金獎」。

以其風味為靈感的冰棒，於2022年以多包裝形式在全國新上市。
- Bifidus優格系列
- 三重優格 - 日本食糧新聞社（日语：日本食糧新聞社）頒發的第38屆食品大獎（日语：食品ヒット大賞）中獲得「優秀獎」。

## 來源
1. ↑  森乳、ベトナムでの生産・販売を開始　「海外売上高比率15％以上」を目標に販売を強化 （页面存档备份，存于）、ウェルネスデイリーニュース、2022年11月6日。
2. ↑  森永乳業のニュースリリース （页面存档备份，存于）（2008年12月16日）
3. ↑  森永製菓・乳業統合 （页面存档备份，存于）
4. ↑  「本日の一部報道」について （页面存档备份，存于） 森永製菓 2019年7月16日
5. ↑  森永乳業 幼稚園・保育園児3万人に牛乳を無償提供、東京・神奈川・埼玉・千葉の132カ所で （页面存档备份，存于） - 食品産業新聞社 (2022.03.14)
6. ↑  秦 2001，751頁.
7. 1 2  近畿工場および東京工場の生産中止に関するお知らせ[] 森永乳業 2018年2月1日
8. ↑  動物達が愛らしい"森永マミー"（男の浪漫伝説 Vol.95) （页面存档备份，存于）（需註冊為免費會員後方可閱覽）
9. ↑  牛乳プリンとホモちゃんのひみつ森永乳業 （页面存档备份，存于）
10. ↑  . 森永乳業ウェブサイト.   [2023-05-06]. （原始内容存档于2023-05-07）.

## 註解
1. ↑  僅限紙盒產品。罐裝及寶特瓶製品由三得利製造及負責銷售。